# قناة-HERG

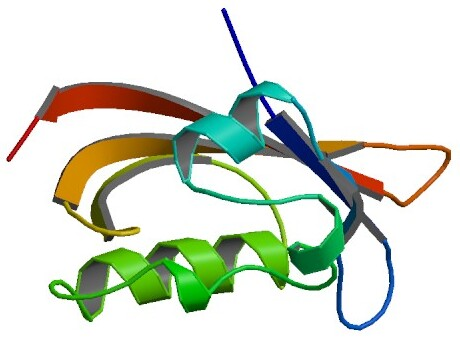

الاسم منحوت من الكلمات الإنكليزية (Human Ether-a-go-go Related Gene) هي قناة مُنَشَّطَة بالتوتر وذات اتجاه واحد في خلايا عضلة القلب. تتألف القناة من أربع تحت وحدات وكل منها ذات ستة مجالات عبر الغشاء وهي مسؤولة جزئياً عن إعادة الاستقطاب وذلك باندفاق سريع للكاليوم إلى الخارج أثناء كمون العمل في القلب.

## البنية
قنوات الكاليوم-HERG هي إما تحت وحدات رباعيات القسيمات المتجانسة من النمط ألفا أو غير المتجانسة من النمط ألفا وبيتا. عمل الوحدة ألفا يمكن أن تعمل البروتينات التالية (Kv11.1 (Gen: KCNH2), Kv11.2 ( KCNH6), Kv11.3 ( KCNH7) Kv7.1 (KCNQ1) , أما البروتينات التالية فمحتمل أنها تعمل عمل الوحدة بيتا (MinK (KCNE1), MiRP1 (KCNE2) und MiRP2 (KCNE3. لكن ليست جميع التواليف ممكنة.

## الفيزيولوجياالمرضية
تغيرات القناة تؤدي إلى متلازمة-طول أو قصر-QT. وبما أن إعادة استقطاب كمون العمل تتغير فإنه قد تظهر اضطرابات نظم قلبية خطيرة. وبعد أن أدت بعض العقاقير إلى تأثيرات غير مقصودة على قناة-HERG فإن إدارة الدواء والغذاء الأمريكية تلزم بأن تفحص جميع المواد الفعالة بخصوص نشاط-HERG. الحاجة الملحة لهذه الاختبارات كانت السبب الرئيسي لتطوير تحليل قنوات الشوارد المؤتمت.

## التسمية
المورثة التي ترمز للبروتين تقع في الموضع Chr.7 q35-q36, أي على الذراع-q من الكروموسوم البشري في المقطع 35 و 36. الورثة لها قرابة مع المورثة -Ether-A-Go-Go في ذبابة الفاكهة. الطفرات في هذه المورثة تسبب عند الذبابات المصابة عند تخديرها بالإيتر نترات في القدم والتي تذكر بالرقصات المشهورة في زمن نادي الروك A Go-Go. سماها بذلك ويليام كابلان في الستينيات.